# IBSA
IBSA – International Blind Sport Asociation (obecnie: Federation) – Międzynarodowa Federacja Sportu Niewidomych.
Nadzoruje takie sporty jak: goalball, torball, piłka nożna dla niewidomych, kolarstwo tandemowe, judo, lekkoatletykę, narciarstwo alpejskie i inne sporty uprawiane przez osoby z wadą wzroku.
IBSA działa w Hiszpanii i jest organizatorem wielu imprez międzynarodowych. Obecnym prezydentem jest Michael Barredo.